# 385446 Manwe
385446 Manwe este o planetă minoră (Obiect transneptunian) din Obiect transneptunian. A fost descoperită pe 25 august 2003 la Observatorio de Cerro Tololo⁠(d) de Marc Buie⁠(d) și a fost numită după Manwë⁠(d). 
Obiectul prezintă o orbită caracterizată de o semiaxă mare de 43,979400750425 de UAi, o excentricitate de 0,1114, o înclinație de 2,6664 ° în raport cu ecliptica.